# Juan Estefanía
Juan Estefanía Mendicute (Bilbao, 1884 – Huelva, 4 dicembre 1943) è stato un imprenditore spagnolo, noto per essere stato l'8º presidente dell'Atlético Madrid, dal 1923 al 1926, e il 16º presidente del Recreativo Huelva, tra il 1940 e il 1942.

## Biografia
Juan Estefanía era originario di Bilbao, città nella quale fu presidente della Federazione Basca di Boxe, ma si trasferì a Madrid come direttore della ROSAL, un'impresa per la lavorazione del carbone.
Nel 1923 conseguì la presidenza dell'Atlético Madrid (all'epoca conosciuto come Athletic de Madrid), e in quegli anni redasse dei nuovi statuti che eliminarono ogni referenza passata all'Athletic Bilbao, club cui era vincolato fino a quel momento.
Tra i meriti calcistici si ricordano la vittoria del  Campeonato Regional del 1925 e la finale di Copa del Rey 1926, nel suo ultimo anno di presidenza.
Nel 1940, già stabilitosi a Huelva, divenne presidente del Recreativo fino al 1942.
Sposò sua moglie, Asunción Vázquez Arroyo, dalla quale ebbe il figlio Rafael.